# بلبل گوش‌قهوه‌ای

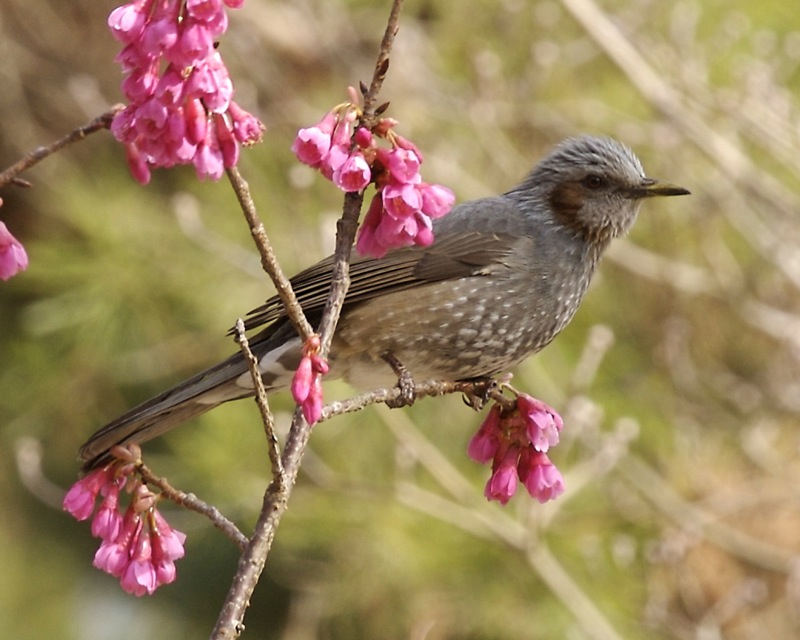
بالغ، زیرگونه اسکوامیسپس، کیوتو (ژاپن)

بلبل گوش‌قهوه‌ای (نام علمی: Hypsipetes amaurotis) یک بلبل با اندازه متوسط بومی شرق آسیا است که در بخش‌های شمالی پراکنش آن بسیار رایج است و از جنوب ساخالین تا شمال فیلیپین یافت می‌شود.

## پراکندگی و زیستگاه
بلبل گوش‌قهوه‌ای در محدوده بسیار گسترده‌ای رایج است که شامل خاور دور روسیه (از جمله ساخالین)، شمال شرق چین، شبه جزیره کره و ژاپن، از جنوب تایوان و زنجیره جزیره بابویان و باتانس در شمال فیلیپین است.
از نظر تاریخی، بلبل‌های گوش‌قهوه‌ای پرندگان کوچنده‌ای بودند که در زمستان به مناطق جنوبی محدوده خود حرکت می‌کردند، اما آنها از تغییر در محصولات کشاورزی و شیوه‌های کشاورزی در دهه‌های اخیر برای زمستان‌گذرانی در مناطق دورتر از شمال استفاده کرده‌اند. بیشتر بلبل‌های گوش‌قهوه‌ای هنوز در زمستان به سمت جنوب حرکت می‌کنند و اغلب در طول مهاجرت گله‌های بزرگی را تشکیل می‌دهند. آنها در برخی از مناطق ژاپن به عنوان آفت کشاورزی در نظر گرفته می‌شوند، جایی که ممکن است به باغ‌ها حمله کنند و به محصولاتی مانند کلم، گل کلم و اسفناج آسیب برسانند.

### زادآوری
حدود پنج تخم توسط ماده گذاشته می‌شود که سپس آنها را جوجه‌کشی می‌کند. بلبل‌های گوش‌قهوه‌ای اغلب توسط کوکو انگلی می‌شوند، که جوجه‌های آنها تخم‌های بلبل و جوجه‌ها را از لانه بیرون می‌برند.